# Heinrich Karl Jaup

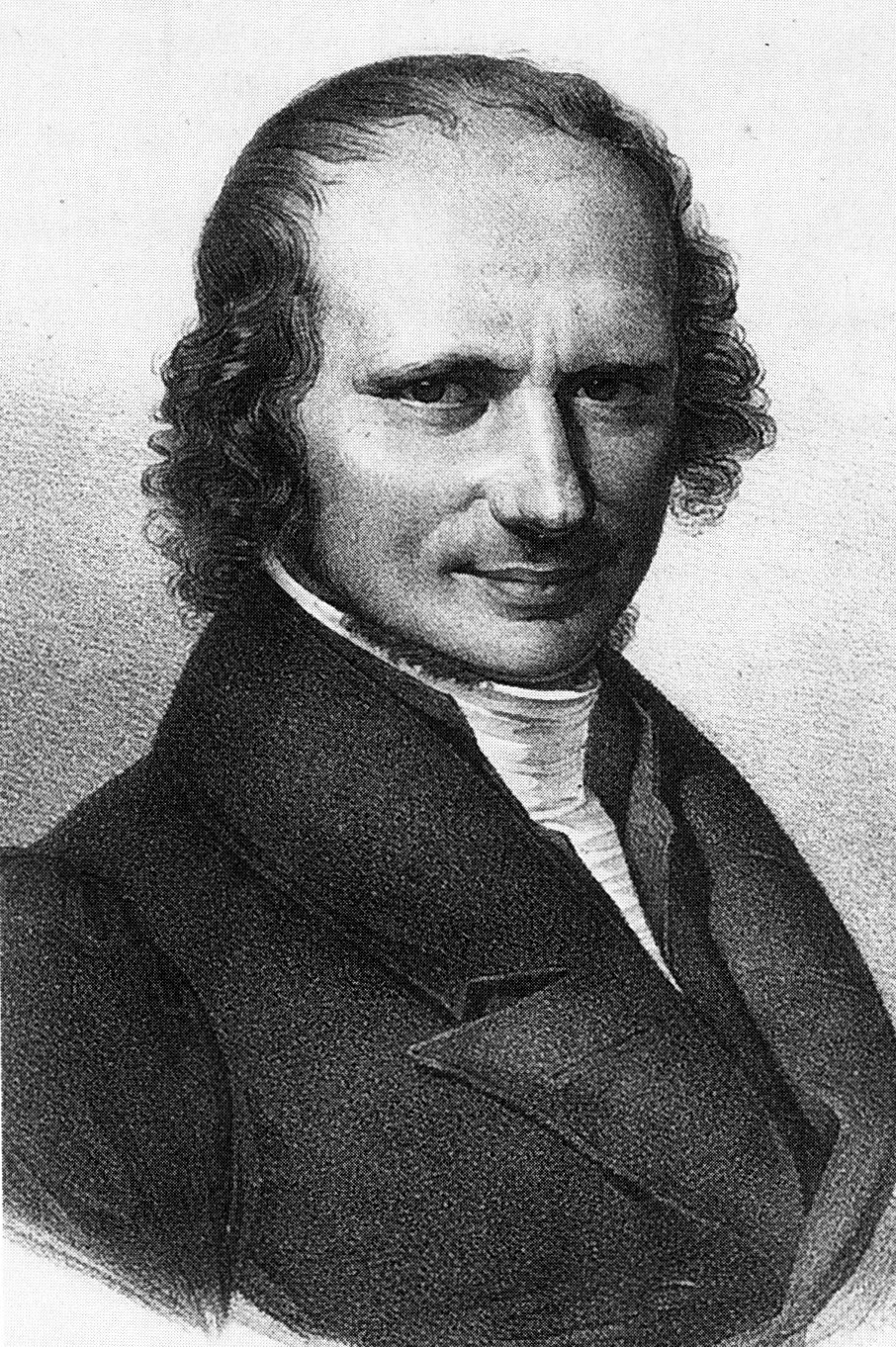
Heinrich Karl Jaup

Heinrich Karl Jaup (* 27. September 1781 in Gießen; † 5. September 1860 in Darmstadt) war ein deutscher Politiker und großherzoglich-hessischer Beamter. Von 1848 bis 1850 war er hessischer Ministerpräsident.

## Familie
Er war der Sohn des Staatsrechts-Professors Helwig Bernhard Jaup und dessen Frau, Karoline Friederike Philippine, geborene Sturz (1755–1809), Tochter des Herzoglich Pfalz-Zweibrückener Geheimen Legationsrats Karl Sturz.
Heinrich Karl Jaup heiratete Charlotte Jakobäa* (Jacquette) Louise Bansa (1786–1840), Tochter von Johann Conrad Bansa (1759–1825), Rat und Amtmann des Deutschen Ordens in Friedberg, später Hofkammerrat in Gießen. Georg Christian Strecker war sein Schwager. Aus der Ehe gingen unter anderem hervor:
- Karl Konrad Jaup[Anm. 2]
- Bernhard Jaup, Ministerialrat im Ministerium des Inneren des Großherzogtums Hessen
- Louise Theodora Karoline Jaup heiratete den Verleger und Hofdruckereibesitzer Karl Theodor von Zabern in Mainz.
- Karoline Jaup heiratete den Komponisten und Dirigenten Carl Amand Mangold, Hofmusikdirektor in Darmstadt.[1]

## Leben

### Vormärz
Heinrich Karl Jaup studierte von 1798 bis 1803 an den Universitäten Gießen und Göttingen Rechtswissenschaften. 1803 promovierte er in Gießen und arbeitete bis 1804 als Privatdozent. 1804 wurde er außerordentlicher, 1806 als Nachfolger auf dem Lehrstuhl seines Vaters ordentlicher Professor der Rechte in Gießen. 1808 erklärte Großherzog Ludewig I., den Code Napoléon in seinem Großherzogtum einführen zu wollen. Jaup bildete zusammen mit Karl Ludwig Wilhelm von Grolman eine Kommission, die bewerten sollte, wie das praktisch umgesetzt werden könne. Sie vertraten die Auffassung, es sei zweckmäßig, den Code Civil komplett zu übernehmen, zuvor aber die Rechtsverhältnisse anzupassen, damit das funktioniere. Dazu beteiligten sie sich an der Gießener Konferenz. Das Projekt scheiterte aber an politischen Widerständen und dem Untergang Napoleon Bonapartes. Ab 1808 war Jaup auch publizistisch für staatsrechtliche Zeitschriften tätig, unter anderem gemeinsam mit August Friedrich Wilhelm Crome Herausgeber von Germanien, Zeitschrift für Staatsrecht, Politik und Statistik und Germanien und Europa.
1813 wurde er kommissarischer Regierungsrat, 1814 Beigeordneter der Kaiserlich-Österreichischen Gesandtschaft zur Bundesversammlung.
1815 wurde er „Referendar“ (Referent) im großherzoglich-hessischen Staatsministerium in Darmstadt, 1820 „Geheimer Staatsrat“. Die damals entstandene Gemeindeordnung für das Großherzogtum und das „Staatsdiener-Edikt“ (Beamtengesetz) stammen wesentlich von ihm, und auch an der Verfassung des Großherzogtums Hessen vom Dezember 1820 arbeitete er mit. Als in der darauf folgenden Verwaltungsreform 1821 das Gesamtministerium in drei selbständige Ministerien aufgeteilt wurde, ging er ins Ministerium des Äußeren und des Großherzoglichen Hauses und wurde Mitglied des Staatsrats, der sich allerdings erst 1823 konstituierte. 1824 wurde er – wahrscheinlich, weil er als zu liberal galt – im Ministerium kaltgestellt und damit beauftragt, die Gesetzgebungskommission des Großherzogtums zu leiten. Ebenfalls ab 1824 gehörte er dem Präsidium des Provisorischen Kassations- und Revisionsgerichtshofs für die Provinz Rheinhessen an und amtierte ab 1828 als dessen Präsident. Auch hier fiel er mit einer eher liberalen Haltung auf. 1832 wurde das Gericht aufgelöst, seine Aufgaben dem Oberappellationsgericht übertragen.
Politisch war er zwar liberal eingestellt, zugleich aber Anhänger der konstitutionellen Monarchie. Das war unter dem leitenden Minister Karl du Thil aber nicht staatstragend genug: 1832 wurde Heinrich Karl Jaup als oppositioneller Abgeordneter für den Wahlkreis Friedberg in die Landstände des Großherzogtums Hessen gewählt, mittels Urlaubsverweigerung seitens der Regierung aber daran gehindert, sein Mandat auszuüben. Ein Jahr später, 1833, wurde er dagegen aus politischen Gründen zwangsbeurlaubt und in den Ruhestand versetzt, aber selbst im Ruhestand verweigerte ihm die Regierung – obwohl er noch drei Mal gewählt wurde – die Annahme des Mandats für die Landstände. Im Zuge der Demagogenverfolgung wurde er im Schwarzen Buch der Frankfurter Bundeszentralbehörde (Eintrag Nr. 783) festgehalten. Er arbeitete nun an einer Reihe von Projekten unterschiedlicher Art mit:
- Von 1831 bis 1848 war er Abgeordneter im Gemeinderat von Darmstadt.
- Er schrieb Beiträge für die ersten beiden Auflagen des Rotteck-Welckersches Staatslexikons.
- Er war Mitarbeiter sowie Mitglied des Ehrenrats der Deutschen Zeitung.
- 1833 wurde er Mitglied des Darmstädter Eisenbahnkomitees[14], welches Projekt allerdings 1838 scheiterte.
- 1833 bis 1836 amtierte er als Präsident des „Vereins für Verbesserung des Zustandes der Israeliten“.[15]
- 1846 und 1847 nahm er an den Germanistentagen in Frankfurt am Main und Lübeck teil.

### 1848
Nach Ausbruch der Märzrevolution 1848 wurde er in das hessische Märzministerium berufen, von März bis Juni als Präsident des Staatsrats, ab dem 16. Juli als Innenminister und Vorsitzender des Gesamtministeriums (Ministerpräsident). Ihm gelang es, die meisten Forderungen der Revolution von 1848 im Großherzogtum Hessen – auch gegen erhebliche Widerstände, z. B. der Standesherren – umzusetzen.
Ebenfalls im März 1848 wurde Jaup als Vertrauensmann für die 16. Kuriatsstimme (Liechtenstein, Hohenzollern, Reuß, Lippe und Waldeck) Mitglied des Siebzehnerausschusses, der im Auftrag des Deutschen Bundes eine neue Verfassung für Deutschland entwerfen sollte. Ende März war er Teilnehmer am Vorparlament und gründete kurz darauf den Vaterländischen Verein in Darmstadt.
Vom 18. Mai 1848 bis zum 18. August 1848 vertrat er als Abgeordneter den 2. hessischen Wahlkreis in Umstadt in der Frankfurter Nationalversammlung, wo er dem Casino angehörte.
1849 und 1850 gehörte er sowohl der ersten wie auch der zweiten Kammer der Landstände des Großherzogtums Hessen an.
In der politisch völlig verfahrenen Situation im Sommer 1850 (die liberale Mehrheit in beiden Kammern des Landtages blockierte den Staatshaushalt) entließ Großherzog Ludwig III. Heinrich Karl Jaup am 30. Juni 1850 und ersetzte ihn durch Reinhard Carl Friedrich von Dalwigk, dem es in den folgenden Monaten gelang, die Landstände auszuschalten und der Reaktion zum Durchbruch zu verhelfen. Heinrich Karl Jaup wurde auf den Posten des zweiten Präsidenten des Oberkonsistoriums der Evangelischen Landeskirche Hessen (oberste Kirchenbehörde) abgeschoben und erhielt den Titel eines Wirklichen Geheimen Rates. 1853 wurde er Präsident der Behörde, nachdem die Stelle durch den Tod von Johann Matthäus von Lehmann freigeworden war. Weiter publizierte er politische und juristische Schriften. 1854 wurde er zusätzlich Direktor des Museums in Darmstadt. 1860 ging es in den Ruhestand.